# Roqia Abubakr
Roqia Abubakr (en persa: رقیه ابوبکر‎) es una política afgana que en 1965 se transformó en una de las primeras cuatro mujeres en ser electas para el Parlamento afgano o Wolesi Jirga como diputada -junto a Anahita Ratebzad, Khadija Ahrari y Masuma Esmati- tras la inclusión del derecho al voto femenino en la Constitución Política de Afganistán de 1964.
Además, Abubakr fue la primera voz femenina en farsi trasmitida por Radio Kabul, más específicamente con el discurso titulado «Mujer y sociedad» (en persa: "زن و جامعه"‎) que se había grabado previamente en su casa.